# Pattinaggio in linea
Il pattinaggio in linea è uno sport individuale praticato con i pattini in linea sia con fini agonistici che come hobby.

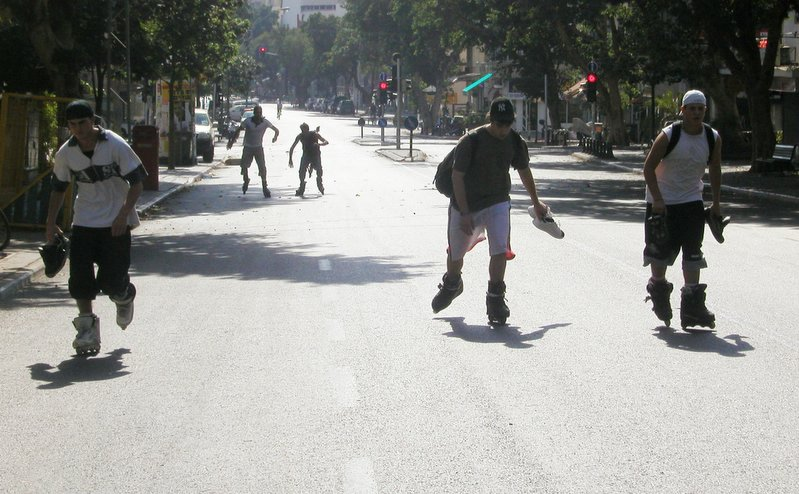
Pattinaggio in linea svago di gruppo

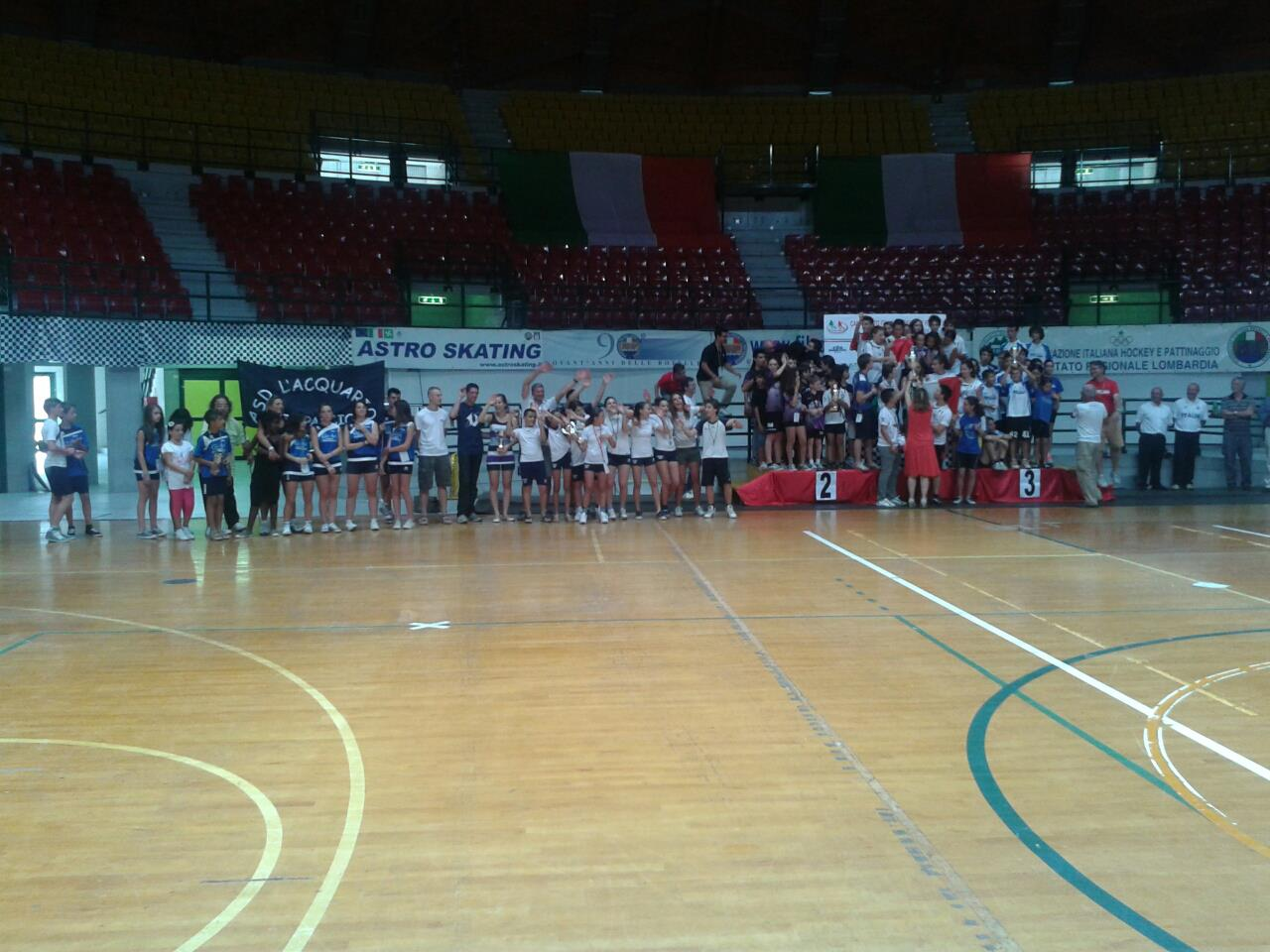
Pattinaggio in linea agonistico

## Tecnica
La tecnica del pattinaggio in linea è abbastanza simile a quella del pattinaggio su ghiaccio, tuttavia il maggiore attrito determina il raggiungimento di velocità minori.
Le diverse specialità del pattinaggio in linea hanno contribuito nel corso del tempo a sviluppare elementi tecnici assai variegati, alcuni ereditati dal pattinaggio su ghiaccio e dal pattinaggio a rotelle, altri del tutto nuovi. Si può comunque individuare un bagaglio tecnico delle competenze di base comune alle varie discipline e sufficientemente codificato, che dovrebbe rientrare tra le abilità acquisite da ogni pattinatore in linea di buon livello.
Tra le organizzazioni internazionali che hanno messo a punto un curriculum delle tecniche di base, con relativi istruttori accreditati, va citata l'Inline Certification Program (ICP) che rende liberamente disponibili dei brevi videoclip dimostrativi.
Le tecniche principali, alcune delle quali sunteggiate più sotto, comprendono spinte, curve, incroci in avanti, varie modalità di frenata e arresto, pattinata e incroci all'indietro, transizioni avanti-indietro e viceversa, slalom in avanti e all'indietro su due piedi e su un piede, salti, i cosiddetti "tre" esterni ed interni, ed altro ancora.
Al di là delle spiegazioni che seguono, acquisire le tecniche richiede osservazione, dal vero o da video, capacità di cogliere gli elementi essenziali dei movimenti, spirito di emulazione, propriocezione e una qualche dose di passione e perseveranza.

### Spinta
Tra le diverse tecniche di spinta vi sono:
- Passo catena, o limoni[5]: si parte a piedi paralleli, si flettono le ginocchia e si divaricano leggermente le punte dei piedi applicando forza verso l'esterno per distanziare le gambe, poi si fanno convergere leggermente le punte richiamando le gambe a riprendere la posizione iniziale che terminerà coi piedi paralleli; il ciclo di movimenti si può ripetere più volte senza interruzione.
- spinte tradizionali alternate[6]: si parte con le punte dei piedi leggermente divergenti, si flettono le ginocchia e si sposta il peso corporeo sul pattino che segue la direzione di marcia, mentre l'altra gamba si distende in posizione latero-posteriore generando la spinta. Al termine di questa si solleva il piede che ha spinto riportandolo vicino all'altro. Si ripete tal quale scambiando il ruolo destra-sinistra.
- Passo incrociato (in curva)[7]: permette di spingere in curva. Si sposta il peso corporeo sulla gamba interna alla curva flettendola e allungando l'altra verso l'esterno così da dare la prima fase della spinta. Si solleva la gamba esterna alla curva, la si richiama all'interno della curva potandola a incrociare anteriormente l'altra gamba, si riappoggia il piede della gamba esterna (che ora è all'interno della curva) flettendola e facendo sì che l'altra gamba (il cui piede è ora all'esterno della curva e della prima gamba) si distenda restando incrociata all'infuori per dare la seconda fase della spinta.
- Limoni all'indietro[8]: simili a quelli in avanti con la differenza che nella fase di divaricazione delle gambe le punte dei piedi saranno convergenti mentre nella fase di riavvicinamento delle gambe saranno i talloni a convergere.
- Passo incrociato all'indietro (in curva): da una posizione con ginocchia leggermente flesse si porta a distendere la gamba esterna alla curva mentre si solleva l'altro piede portandolo verso il centro della curva e sbilanciandosi verso l'interno. Tale azione va percepita come una caduta del peso corporeo sul piede interno alla curva nel momento in cui lo si riporta al suolo. Col peso ora sulla gamba interna e flessa si alleggerisce (o anche si solleva) l'altra gamba e si porta il suo piede all'interno della curva effettuando l'incrocio. In questa fase la gamba interna alla curva si distende e si sposta all'esterno. Il termine dell'incrocio avrà il peso corporeo sul piede della gamba esterna (che ora è all'interno della curva).

### Curva
- Curva carrellata (a piedi paralleli)[9]: il modo corretto per curvare, quando non si incrocia, è di sforbiciare le gambe portando avanti il piede interno alla curva. Il bacino carica la gamba interna e perfino va a sporgere verso l'interno della curva per velocitá maggiori. L'asse delle spalle si allinea al raggio della curva evitando di torcere il busto verso l'interno della curva.

### Frenata
Le tecniche di frenata sono varie e di diversa difficoltà. I pattini ad uso ricreativo montano un freno tampone, in genere posizionato alla base del piede destro. Nella frenata base si avanza il piede sotto cui è posto il freno, senza tenerlo troppo divaricato dell'altro, si alza la punta e si fa strisciare a terra il tacco col freno. Un'altra frenata è simile alla tecnica dello spazzaneve sugli sci. Dopo aver flesso leggermente le ginocchia e aver allargato le gambe, portando il peso in avanti si ruotano i talloni verso l'esterno. 
La frenata più nota è quella detta "a T". Si porta il proprio peso quasi interamente su un pattino mentre l'altro verrà posto dietro in posizione perpendicolare facendolo strisciare di traverso sul terreno. I due pattini visti assieme ricordano la lettera "T" capovolta. Ad un livello superiore di difficoltà vi sono le slide, le scivolate, che sono i metodi più rapidi per arrestarsi. Consistono nel far slittare uno o entrambi i pattini assumendo varie posizioni (front slide, back slide, parallel slide,...) con cui si genera attrito che rallenta la corsa.

## Rollerblade

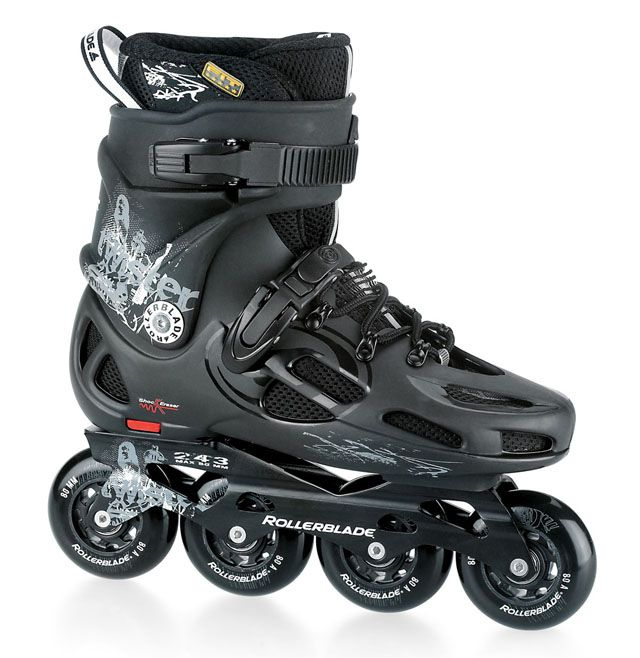
Pattino in linea adatto per slalom e freestyle

I cosiddetti "pattini in linea", detti comunemente Rollerblade dal nome della prima azienda produttrice, differiscono dai pattini a rotelle tradizionali per la disposizione delle ruote su un'unica fila centrale anziché in due coppie allineate longitudinalmente. Inoltre i pattini in linea, al contrario di quelli a rotelle, adottano tipicamente una disposizione posteriore per il freno.
L'idea sviluppata nel 1980 da Scott Olson - originario del Minnesota e considerato l'inventore di questo tipo di pattini - era di realizzare un attrezzo con cui i giocatori di hockey potessero allenarsi anche in assenza di ghiaccio. La vera storia è incerta: ne circolano tre varianti, come puntualizza uno studioso del settore. Olson è l'artefice di perfezionamenti tecnologici dei pattini, dell'avvio di processi produttivi veloci ed economici essenziali per una distribuzione di massa (ad esempio rimpiazza l'originaria scarpa di cuoio con una in plastica a iniezione, alla stregua degli scarponi da sci), del successo e della rapida diffusione del pattinaggio in linea presso il vasto pubblico. Peraltro lui stesso rifiuta l'appellativo di inventore visto che nel 1978-1980 esistevano già altri modelli di pattini in linea ai quali afferma di essersi ispirato.
La massiccia crescita nel giro di pochi anni del numero di praticanti - 30 milioni nel 1996 solo negli USA - ha portato a una differenziazione dell'offerta di mercato per soddisfare le più diverse esigenze. Sono quindi disponibili pattini in linea specifici per fitness, per la corsa, per uso urbano, per hockey, per l'artistico, per la pratica aggressive, da freestyle e slalom, ed altro ancora.
Al di là delle particolari differenze, tutti i pattini in linea sono fondamentalmente composti da una scarpa (di materiale sintetico, o plastico o cuoio) fissata ad un telaio (di materiale composito in plastica/fibra di vetro, o in lega di alluminio, o in fibra di carbonio) su cui sono avvitate quattro ruote (solo tre per alcuni pattini da corsa e da artistico) provviste internamente di cuscinetti a sfere, ed eventualmente un freno (singolo posteriore sul pattino destro per i modelli da fitness, anteriore e su entrambi per quelli in linea da artistico).

### Scarpetta
Da quando si sono iniziati a produrre i primi pattini in linea e sino al 1995 il mercato propone un'unica tecnologia costruttiva: scarpe in materiale plastico simili agli scarponi da sci ma più leggere di questi, chiuse con due o tre fasce di serraggio con ganci a leva, oppure con una sola fascia superiore e lacci. Il gambaletto che avvolge la caviglia è articolato e prende anch'esso a prestito la soluzione sciistica. All'interno della scarpa l'imbottitura è affidata ad una seconda scarpetta completamente sfilabile detta liner. Il risultato nel suo complesso garantisce la protezione del piede da urti esterni anche violenti, e offre aderenza tra scarpa e piede il che si riflette in un buon controllo del pattino. Peraltro calzare e regolare bene questo tipo di scarpe è laborioso, e la comodità è assai soggettiva perché la scarpa non cede adattandosi alla fisiologia individuale. In aggiunta la traspirazione, nonostante l'adozione di un certo numero di fessure di aerazione sulla scarpa, è scarsa, un inconveniente più percepibile rispetto agli scarponi da sci a causa dell'uso dei pattini con climi più caldi. In breve la scarpa rigida mal si adatta per il pattinaggio ricreativo e fitness che ha sempre costituito la maggior fetta di mercato.

Dal 1995 si introducono quindi scarpe morbide e leggere di aspetto simile a quello di calzature sportive. Uno scheletro aggiuntivo esterno e articolato, in genere realizzato con nervature che avvolgono la parte posteriore della scarpa, sostiene contro i movimenti laterali della caviglia mantenendo libertà di flessione antero-posteriore del piede.. Nel corso degli anni le scarpe morbide riscuotono un apprezzamento via via crescente per il pattinaggio di diletto e fitness grazie alla loro maggior comodità, leggerezza e praticità, seppur a discapito di solidità, controllo e precisione di guida del pattino. Attorno all'anno 2005 il mercato non sforna più modelli a scarpa rigida per uso generico, soppiantati da quelli a scarpa morbida. Tuttavia la scarpa rigida permane ancor oggi come scelta d'obbligo per discipline specifiche come aggressive, freeskate / slalom e downhill. Tra i materiali utilizzati vi è anche la fibra di carbonio per ridurre il peso.

### Telaio
Il telaio deve assicurare rigidità e resistere a sollecitazioni o ad urti intensi (come può avvenire in diverse specialità agonistiche e non) senza produrre flessione o cedimento. Può realizzarsi con materiali diversi, la cui scelta incide sulle doti di resistenza e leggerezza del prodotto finale. Sui pattini economici si usano resine plastiche spesso caricate (ossia miscelate nella fase di stampaggio a iniezione del telaio) con fibra di vetro. I costi di produzione e di vendita sono bassi ma moderata è la resistenza alle sollecitazioni e all'abrasione per sfregamento. Le leghe di alluminio sono le più usate su pattini intermedi e per uso agonistico. La realizzazione del telaio è fatta per lo più partendo da profilati estrusi, pre-sagomati per quest'uso specifico. Le barre vengono tagliate in spezzoni di lunghezza pari al telaio che si vuole ottenere, e quindi fresate con macchine a controllo numerico che asportano l'eccesso di materiale ed eseguono le lavorazioni necessarie come filetti e sedi per gli assi delle ruote, ecc. Un pattino con un buon telaio in lega ha quindi un costo intrinseco e di acquisto maggiore di uno in materiale plastico. Va detto infine che alcuni pattini di alta gamma possono avere telai in magnesio o in fibra di carbonio.
Il telaio è spesso asimmetrico: con la zona sotto il tallone già rialzata di circa 15mm rispetto all'avampiede. In tal caso la scarpa sarà sagomata con uguale rialzo. Per così dire il "tacco" è realizzato sul telaio e non è parte della scarpa stessa. Vi sono due eccezioni: i telai aggressive più spesso piatti e simmetrici e quindi accoppiabili con scarpe anch'esse esternamente dotate di suola piatta (un eventuale zeppetta di rialzo è alloggiata dentro alla scarpa e agisce per attenuare le vibrazioni) e i telai da artistico in linea pure piatti, perché montano le stesse scarpe per l'artistico a rotelle e da ghiaccio già provviste di un loro tacco esterno abbastanza consistente.

### Cuscinetti
Le ruote sono montate sul telaio tramite un asse, sul quale viene montata una coppia di cuscinetti a sfera. Questi sono indispensabili per ridurre al minimo l'attrito e consentire di mantenere la velocità acquisita. Mentre questa caratteristica risulta essenziale nel pattinaggio di velocità, un eccessivo scivolamento del pattino può risultare addirittura controproducente nel caso del freestyle slalom. Un modo oggettivo di valutare la bontà dei cuscinetti è il numero ABEC. Questo però è un valore che certifica soltanto il processo produttivo e non la reale efficienza del cuscinetto.

Diversi profili e dimensioni delle ruote

### Ruote
Le ruote sono oggigiorno composte da un mozzo centrale rigido — con sedi per alloggiare a pressione i due cuscinetti a sfere ed eventualmente provvisto di razze per ridurre il peso — e da una parte esterna di poliuretano gommoso. Le ruote possono classificarsi in relazione al loro diametro, la loro durezza e il loro profilo, ossia la conformazione della sezione della ruota che può essere larga o sottile nella zona di contatto col suolo. Altre importanti caratteristiche qualitative sono la scorrevolezza e la durata all'uso.
- Il diametro varia in genere da circa 50 mm (pattini aggressive) a 110 mm e più (pattini da corsa). Si può assumere che più grandi sono le ruote e più stabile risulta il pattino, a scapito di una sempre minore manovrabilità. Ruote più grandi superano con maggior facilità i dislivelli del terreno e — a parità di numero di ruote allineate — producono una maggiore lunghezza della base d'appoggio. D'altro canto coi grandi diametri usati per la corsa si ottiene un pattino più alto da terra, provocando maggior instabilità laterale e sforzo sulla caviglia, per cui la correlazione diametro-stabilità vale solo entro certi limiti.
- La durezza viene misurata secondo la scala Shore di tipo A. Le ruote coprono un intervallo di durezze da 74A a 95A, con valori crescenti di durezza al crescere del numero. Ruote più dure presentano minor attrito e maggiore durata, mentre ruote più morbide garantiscono più aderenza al fondo (ossia meno tendenza a slittare o derapare lateralmente), miglior assorbimento delle asperità del terreno, ma a discapito di una loro minor durata. Le ruote molto morbide sono utilizzate principalmente per hockey indoor su pavimenti lisci di parquet sui quali il consumo è relativamente esiguo mentre è fondamentale l'aderenza. Le ruote molto dure offrono le migliori prestazioni velocistiche se usate su pavimentazioni lisce. Al contrario su asfalto rugoso una durezza eccessiva — indicativamente oltre 84A-86A — provoca un'inutile dissipazione di energia in forma di vibrazioni del telaio e pertanto un rallentamento dell'andatura. I pattini per uso turistico e per moderato fitness montano normalmente ruote da 80A-82A, talvolta 78A per offrire un buon comfort anche a pattinatori (e più probabilmente pattinatrici) di ridotto peso corporeo.
- Il profilo, ossia la forma che possiede la ruota vista in sezione, gioca un ruolo anche maggiore della durezza procurando maggior stabilità o minor attrito con profili rispettivamente piatti o affusolati. Le due variabili durezza e profilo contribuiscono assieme al risultato finale: a parità di mescola utilizzata (stessa durezza) una ruota con profilo piatto darà sempre l'impressione di essere più dura di una sottile. In aggiunta alcune ruote sono realizzate con una struttura a due strati di durezze diverse: quello interno morbido per offrire flessibilità e assorbimento delle vibrazioni, quello esterno duro per migliorare durata e resistenza all'abrasione. Per queste ragioni in alternativa alla pura durezza Shore ci si può imbattere in ruote con una nuova marcatura: da F0 (dura) a F4 (morbida), che è qualitativa ma tenta di essere più aderente alla reale sensazione percepita dal pattinatore[15].
- Tra le altre caratteristiche non facilmente quantificabili[16] ma di notevole importanza vi è il cosiddetto "rebound" (alla lettera "rimbalzo") ossia la capacità di restituire elasticamente le deformazioni che occorrono durante il rotolamento[17]. Una ruota economica con mescola scadente (con scarso rebound) apparirà poco scorrevole e perderà presto velocità costringendo a spingere di più sprecando energie. Un'ulteriore cifra di merito va assegnata alla durevolezza — la resistenza all'abrasione e al logorio dovuti all'uso — che dipende dalla qualità intrinseca del poliuretano e dai particolari processi produttivi utilizzati. Rebound e durevolezza non sono necessariamente correlati, per cui si possono trovare ruote molto veloci ma con rapido consumo e viceversa. I rari difetti che possono insorgere e compromettere il buon funzionamento di una ruota includono la deformazione o la rottura delle razze, la fessurazione del poliuretano a causa di impatti (salti) ripetuti, il distacco tra mozzo e poliuretano.

#### Rockering

Assetto front rocker

Nel freestyle, nell'hockey in-line e in altre specialità si può modificare l'assetto delle ruote con effetti sulla manovrabilità del pattino. Questa pratica è detta rockering, dal termine inglese rocker che indica qualsiasi base d'appoggio ricurva e oscillante (come ad esempio quella di una sedia a dondolo). Le lame dei pattini da ghiaccio sono in genere più o meno rockerate, con profilo che ricorda una mezzaluna da cucina. I pattini in linea si dicono rockerati quando i punti di contatto al suolo delle ruote non stanno su una linea retta ma appunto su una curva, per cui le diverse ruote premono sul terreno in modo differenziato, o alcune non lo toccano affatto. 

Nel seguito sono mostrate varie configurazioni ottenibili con l'uso contemporaneo di ruote di diametri diversi. In alternativa risultati analoghi si raggiungono anche con ruote tutte uguali, attraverso telai essi stessi rockerabili in cui l'asse di ogni ruota si può regolare in direzione verticale a proprio piacimento, oppure attraverso telai con un rocker fisso, generalmente presenti in pattini da freestyle / slalom, hockey in-line e in pattini in linea da artistico. L'idea di variare l'altezza delle ruote per influenzare il "temperamento" di un pattino è sviluppata già nel 1966 dalla Chicago Roller Skate Company. Scott Olson, fondatore dell'azienda Rollerblade, acquisirà tale brevetto nel 1980.
I vari tipi di assetto delle ruote sono detti:

Assetto piatto o flat

- Assetto piatto o flatAssetto piatto o flat

È il più comune. La gran parte dei pattini nasce con un assetto piatto delle ruote, in cui tutte quante toccano terra in egual misura su un terreno liscio. Questa impostazione non dà eccessiva manovrabilità, ma fornisce stabilità della traiettoria e velocità. L'assetto piatto è perciò quello d'uso nei pattini da corsa, ma anche in gran parte dei pattini ricreativi e da fitness.

Assetto full rocker o "banana"

- Assetto full rocker o "banana"Assetto full rocker o "banana"

Il rockering completo e simmetrico avanti-dietro è utilizzato da chi predilige una maggior manovrabilità, specialmente su piste lisce. I pattinatori freestyle e quelli di artistico in linea usano di frequente questa impostazione. Viene detta anche "banana" perché le ruote sono posizionate in verticale lungo una curva, com'è il profilo di una lama da ghiaccio. Su terreno piatto questo settaggio toccherà terra solo con 1-2 ruote per volta. Ciò facilita i cambi di direzione repentini, e l'esecuzione di traiettorie curve mentre ad alte velocità il pattino richiede maggior controllo e risulta meno stabile. Inoltre questo assetto perde un po' di scorrevolezza e velocità rispetto al flat. Col procedere dell'usura delle ruote, più rapida in quelle agli estremi del pattino, anche un setup inizialmente piatto si trasforma gradualmente in un full rocker che tenderà sempre più ad accentuarsi. Per ovviare all'inconveniente è bene procedere di tanto in tanto alla permutazione delle ruote in altre posizioni secondo un ordine prestabilito, una pratica simile a quella suggerita per le gomme di un'autovettura.
Un telaio corto, combinato con un full rocker, è perciò la miglior scelta per accentuare la manovrabilità del pattino.
- Assetto front rockerAssetto front rocker

Il front rocker è spesso utilizzato dai pattinatori su strada che vogliano coniugare la capacità del full rocker di affrontare le sconnessioni della strada con la possibilità di raggiungere elevate velocità, tipica del setup flat. Avere una ruota anteriore leggermente rialzata le consente di superare più agevolmente le imperfezioni del fondo stradale e di guidare il resto del pattino su di esse. Mantenere un profilo piatto sulle tre ruote posteriori distribuisce peso corporeo e spinte in modo equo tra loro permettendo una buona velocità.
- Assetto HiLo

Alcuni pattini, tipicamente da velocità o da hockey, possono usare un setup HiLo (High-Low). Tutte le ruote toccano contemporaneamente il suolo. La percezione è simile a quella di un setup flat ma al contrario di esso le ruote sono di diverse dimensioni mentre il posizionamento degli assi sul telaio "compensa" questa asimmetria. In genere la prima ruota anteriore, o le prime due, sono più piccole delle due posteriori, ma esistono anche altre combinazioni. Il risultato cercato è di mantenere i vantaggi del flat e una buona velocità in virtù di due ruote grandi e scorrevoli, ma al contempo si riducono peso dell'attrezzo e lunghezza, e si ha miglior manovrabilità in curva.
In aggiunta si può ottenere un telaio più basso rispetto alla soluzione con ruote uguali, il piede è più vicino al suolo, e si attenua lo sforzo laterale sulla caviglia.
L'HiLo è anche pensato per incoraggiare la postura in avanti, che consente una maggior velocità, in considerazione del fatto che i pattini in linea, a differenza dei tradizionali "quad", normalmente non hanno uno scafo con tallone rialzato, sfruttando un equilibrio biomeccanico differente. Vi è un considerevole dibattito su quali di questi vantaggi siano reali.
- Assetto inverted rocker

Utilizzato sui pattini di tipo aggressive per ottenere la massima stabilità a discapito di una manovrabilità ridotta. È in pratica l'opposto del full rocker, ossia le due ruote centrali hanno un diametro minore di quelle agli estremi, e quindi toccheranno a malapena il suolo.
Nei pattini a tre ruote, chiamati spesso per brevità triskate e presenti sul mercato dal 2015, buona parte del tradizionale rockering perde la sua valenza.
A parità di interasse tra prima e ultima ruota, i triskate montano ruote di maggior diametro senza aumento di peso o perdita di manovrabilità del pattino, mentre si guadagna in velocità e smorzamento delle asperità del terreno. La contropartita è una maggior altezza della scarpa dal suolo, attenuata però da una costruzione e un sostegno alla caviglia più solidi di un tempo, e anche da nuovi disegni di accoppiamento tra scarpa e telaio che minimizzano l'altezza del pattino.

### Altri elementi
- Freno: i pattini per fitness e per uso ricreativo hanno un freno posteriore già montato o presente come accessorio nella confezione e facilmente installabile; i pattini in linea da artistico ereditano dal pattinaggio a rotelle la presenza di due freni anteriori indispensabili per l'esecuzione dei salti "puntati" (toeloop, flip, lutz) e trottole.
- grind plate e soul plate: placche che ricoprono le parti inferiori dei pattini aggressive fatte per proteggerli dal consumo e ridurre l'attrito nelle pratiche half pipe e di strofinamento sui più vari ostacoli.

## Specialità
I pattini in linea sono usati per la pratica di specialità agonistiche assai variegate. A livello nazionale queste discipline sono riconosciute dal CONI e regolamentate dalla Federazione Italiana Sport Rotellistici (FISR, denominata in passato Federazione Italiana Hockey e Pattinaggio FIHP). La stessa Federazione gestisce anche le specialità del pattinaggio a rotelle classico (artistico, hockey su pista, roller derby) oltre a quelle sullo skateboard. A livello internazionale l'organismo di regolamentazione World Skate riconosce le stesse specialità a cui aggiunge quella dello skate cross, anch'essa praticata con pattini in linea.
- Sport agonistici in cui si usano pattini in linea, elencati nell'ordine di presentazione sul sito FISR:
  - Pattinaggio artistico inline: è inserito nel gruppo del pattinaggio artistico tradizionale; vi sono competizioni riservate ai pattinatori in linea con elementi tecnici non dissimili da quelli del pattinaggio artistico a rotelle e su ghiaccio.
  - pattinaggio corsa: si pratica su strada o in pista, è individuale (maschile e femminile) o a squadre,  prevede varie lunghezze di percorso e regole. Nella corsa il pattino in linea ha soppiantato quello tradizionale che oggi è privo di competizioni ad esso dedicate.
  - Hockey in-line: sport di squadra simile all'Hockey a rotelle e all'Hockey su ghiaccio, seppur con alcune differenze tra cui numero di giocatori, forma del disco e dei bastoni, regole e penalità.
  - Pattinaggio freestyle: sotto questa denominazione sono accorpate una serie di specialità diversificate tra cui Style, Speed, Roller Cross, Free jump, High jump.
  - Downhill: si effettua lungo percorsi in discesa stradali o sui tracciati estivi delle piste invernali di bob, con caratteristiche che possono farlo paragonare alla discesa libera dello sci.
  - Inline alpine: per certi versi simile al precedente ma su percorsi più brevi dotati di porte, e con caratteristiche che richiamano le pratiche sciistiche dello slalom.
- Pratiche di pattinaggio in linea non riconosciute dalla FISR:
  - Pattinaggio aggressive: pattinaggio urbano utilizzando superfici rampe, scalini, gradini.
  - Freeskate o Urban: un incrocio tra urban aggressive e pattinaggio normale.

## Aspetti legali del pattinaggio su strada
La pratica del pattinaggio su strada, sia per motivi di trasporto, che per sport o divertimento, a volte contrasta con la legislazione vigente, che fatica a stare al passo con i tempi e a trovare compromessi ragionevoli.

### In Italia
Nel codice della strada italiano, i pattini sono assimilati ad un acceleratore, e l'articolo 190 cita al comma 8:
Mentre il comma 9:
Per l'effetto di questi commi un praticante del pattinaggio fuori dalle speciali strutture dedicate può essere considerato autore di un atto illecito.